# Burg Schwarzenstein (Geisenheim)
Die Burg Schwarzenstein liegt bei Geisenheim auf 212 m ü. NHN unterhalb des Johannisberger Stadtteils Schloßheide an der Straße nach Stephanshausen. Sie wurde als historisierende künstliche Ruine einer Höhenburg erbaut.

## Geschichte
Von 1874 bis 1876 erbaute der Frankfurter Architekt F. Schädel im Auftrag der Weinhändlers Hermann Mumm (Haus G. H. von Mumm) eine romantische künstliche Burgruine mit Park als Dokumentation der Standeserhöhung seiner Familie, die bereits 1873 als „Mumm von Schwarzenstein“ erfolgte. Die Burg sollte sowohl als Sommerhaus dienen als auch Stammhaus-Charakter für die Familie Mumm haben.
1957 übernahm Rudolf-August Oetker das Anwesen mit Weingut und baute die Burg zur Gaststätte um, 1986 wurde sie von Georg und Magdalena Stark gepachtet, danach gekauft und um 1989 um ein kleines Hotel erweitert.
Seit 2004 ist das Objekt im Besitz der Familienstiftung des Mainzer Unternehmers Ernst Udo Grossman, der das zu diesem Zeitpunkt stark sanierungsbedürftige Hotel aufwendig herrichten ließ und 2005 wiedereröffnete. 2010 erhielt die Immobilie mit der Park-Residenz einen Anbau.

## Heutige Nutzung
Das hoch über dem Rheintal gelegene Anwesen mit Ausblick von Wiesbaden bis nach Rüdesheim dient als Hotel und Gaststätte der gehobenen Gastronomie. Seit März 2010 hat Burg Schwarzenstein 50 Zimmereinheiten und 6 Tagungsräume.
Das Haus wurde 2007 in die Gruppe Relais & Châteaux aufgenommen.

## Gastronomie
Burg Schwarzenstein hat zwei Restaurants, das Burgrestaurant sowie die Brasserie Schwarzenstein, die französische Hausmannskost serviert. 
Von Dezember 2006 bis Anfang 2013 war Sven Messerschmidt Küchenchef auf Burg Schwarzenstein. 2008 wurde das Restaurant mit einem Michelin-Stern ausgezeichnet. Dirk Schröer war von Mai 2013 bis Ende 2016 sein Nachfolger. Das im Februar 2017 eröffnete Restaurant Restaurant Schwarzenstein – Nils Henkel mit Küchenchef Nils Henkel wurde mit zwei Michelinsternen ausgezeichnet.
Mitte 2020 wurde Nelson Müller der Patron nach einer Änderung des kulinarischen Konzepts aus wirtschaftlichen Gründen, infolge einer zu geringen Auslastung des Gourmet-Restaurants.